# Peter Drost (zwemmer)

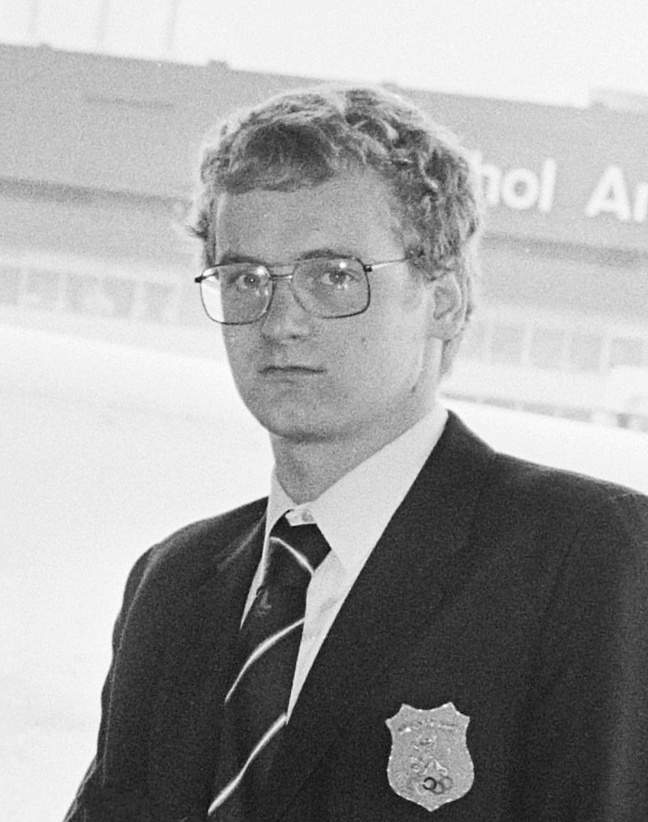
Peter Drost in 1980

Peter Willem Drost (Amersfoort, 25 februari 1958) is een voormalig topzwemmer op de vrije slag, die namens Nederland tweemaal deelnam aan de Olympische Spelen: Moskou 1980 en Los Angeles 1984.
Zijn broer Frank Drost was eveneens een zwemmer van (inter)nationaal niveau en deed, net als hij, mee aan twee Olympische Spelen: Los Angeles 1984 en Seoel 1988.
Bij zijn olympisch debuut wist de oudste van de twee zwembroers geen potten te breken, ook al was als gevolg van de sportboycot sprake van een gedevalueerd toernooi. Zowel op de 200 meter vrije slag (individueel) als op de 4x200 meter vrije slag (estafette) werd de zwemmer van AZ&PC uitgeschakeld in de series; hij finishte op respectievelijk de 25ste (1.55,41) en de elfde (7.42,85) plaats. 
Vier jaar later kwam Drost slechts in actie op de estafette. Met de 4x100 vrij bleef hij met de elfde tijd (3.27,60) ver verwijderd van het podium, maar met de 4x200 bereikte hij de finale en daarin eindigde het kwartet, met verder zijn broer Frank ook Hans Kroes en Edsard Schlingemann, op de zevende plaats (7.26,72).